# Подгорье (Николаевская область)
Подгорье (укр. Підгір'я) — село в Первомайском районе Николаевской области Украины, на реке Южный Буг.
Основано в 1917 году. Население по переписи 2001 года составляло 328 человек. Почтовый индекс — 55236. Телефонный код — 5161. Занимает площадь 0,001 км².

## Местный совет
55236, Николаевская обл., Первомайский р-н, с. Подгорье